# Caarpsee
Der Caarpsee ist ein See im Ortsteil Boek in der Gemeinde Rechlin im Landkreis Mecklenburgische Seenplatte. Er liegt zwischen dem größeren Woterfitzsee und den Fischteichen zwischen Rechlin und Boek, etwa zwei Kilometer östlich der Müritz. Der See hat eine Nord-Süd-Ausdehnung von etwa 1100 Metern und eine West-Ost-Ausdehnung von etwa 300 Metern.
Der See liegt innerhalb der Pflegezone des Müritz-Nationalparks und darf deshalb nur entlang der Betonnung vom Bolter Kanal zum Woterfitzsee durchquert werden. Motorboote sind auf dem Caarpsee nicht zugelassen.